# Chesnois
Pour les articles homonymes, voir Château du Chesnois et Ouvrage du Chesnois.
Chesnois est une localité de Chesnois-Auboncourt et une ancienne commune française, située dans le département des Ardennes en région Grand Est.

## Histoire
Chesnois fusionne avec la commune voisine de Auboncourt, en 1828, pour former la commune de Chesnois-Auboncourt. Elle devient le chef-lieu de la nouvelle commune.

## Administration
| Période                                  | Période | Identité | Étiquette | Qualité |
| ---------------------------------------- | ------- | -------- | --------- | ------- |
| Les données manquantes sont à compléter. |         |          |           |         |
|                                          |         |          |           |         |

## Démographie
| 1793 | 1800 | 1806 | 1821 |
| ---- | ---- | ---- | ---- |
| 416  | 310  | 424  | 456  |

Histogramme

(élaboration graphique par Wikipédia)